# 육체의 대결
"육체의 대결"(Showdown of Body)은 한국에서 제작된 최석규 감독의 1966년 멜로/로맨스, 드라마 영화이다. 강신성일 등이 주연으로 출연하였다.

## 출연

### 주연
- 강신성일
- 방성자
- 김석강
- 김희갑

## 기타
- 조명: 이현우
- 미술: 홍성칠